# 레이븐시몬
레이븐시몬 크리스티나 피어먼(영어: Raven-Symoné Christina Pearman, 1985년 12월 10일 ~ )은 예명 레이븐시몬(Raven-Symoné) 또는 레이븐(Raven)으로도 활동중인 미국의 배우 및 가수이다.

## 출연 작품
- <애니멀 크래커> (2017) - 조연 : 빈클리 역 (목소리)